# Parafia św. Józefa Robotnika w Konstantynowie Łódzkim
Parafia pw. św. Józefa Robotnika w Konstantynowie Łódzkim – parafia rzymskokatolicka znajdująca się w archidiecezji łódzkiej w dekanacie konstantynowskim.

## Proboszczowie
- 1992–1994 – ks. kan. Zenon Witaszek
- 1994–2009 – ks. Jan Grotek
- 2009–2014 – ks. kan. Krzysztof Wlazło (z dniem 1 lipca 2014 r. objął parafię Przemienienia Pańskiego w Łodzi)
- od 2014 – ks. kan. Stefan Magiera (dotychczasowy dziekan widawski)